# سوني (مغنية)
لي سون كيو (بالهانغول: 써니؛) (بالإنجليزية: Sunny)‏ المعروفة بإسمها الفني ساني ولدت في (15 مايو 1989)، هي مغنية كورية أمريكية ومقدمة بالراديو وراقصة وموسيقية وعضوة في فرقة غيرلز جينيريشن.

## النشأة
ولدت سوني في 15 مايو، 1989 في لوس أنجلوس، كاليفورنيا، وانتقلت إلى الكويت في حين كانت لا تزال طفلة. انتقلت عائلتها إلى كوريا الجنوبية في وقت قريب من حرب الخليج الثانية. وهي تشاطر نفس يوم الميلاد مع أختيها الأكبر منها (لي إيون كيو ولي جين كيو) ووالدتها. تتكلم سوني اللغة الكورية بطلاقة بحكم أنها لغتها الأم، جنبا إلى جنب مع اللغة الإنجليزية الأساسية والصينية واليابانية. عمها هو لي سو مان مؤسس شركة الترفيه إس إم إنترتينمنت (SM Entertainment). في 2007 وبعد عدة أشهر من التدريب في إس إم إنترتينمنت أصبحت عضوة في جيرلز جينيريشن (سنسد).

## مسيرتها بالتمثيل
قامت سوني بتمثيل أول دور لها عام 2007 في دراما Unstoppable Marriage كضيفة
ظهرت عام 2009 في دراما Tae Hee, Hye Kyo, Ji Hyun كضيفة في الحلقة 126 
قامت بالتمثيل في العديد من الافلام من إنتاج إس إم إنتيرتيمنت مثل فلم أنا. و SMTOWN The Stage عام 2012 و 2015 و قامت بأخذ دور نفسها
و قامت بأداء صوتي لشخصية ميرندا لفلم The Outback عام 2012 و قامت بأداء صوتي لشخصية جيول من فلم ريو 2 النسخة الكورية في عام 2014.

## الجوائز
| عام  | التصنيف                             | جائزة                         | العمل   | النوع  | نتيجة |
| ---- | ----------------------------------- | ----------------------------- | ------- | ------ | ----- |
| 2008 | أفضل ظهور في فيديو موسيقي           | جوائز القرص الذهبي            | لا يوجد | موسيقى | فوز   |
| 2009 | عضو المجموعة المفضل: جيرلز جينيريشن | جوائز كي بي إس الموسيقية      | لا يوجد | موسيقى | رُشِّح   |
| 2011 | المغنية المفضلة                     | جائزة إمنيت للموسيقى الآسيوية | لا يوجد | موسيقى | رُشِّح   |

## وصلات خارجية
- صني على موقع IMDb (الإنجليزية)
- صني على موقع ميوزك برينز (الإنجليزية)
- صني على موقع ديسكوغز (الإنجليزية)
- صني على موقع قاعدة بيانات الفيلم (الإنجليزية)